# チェコサッカー協会
チェコサッカー協会（チェコサッカーきょうかい、チェコ語: Fotbalová asociace České republiky, 英語: Football Association of the Czech Republic）は、チェコにおけるサッカーを統括する競技運営団体。略称はFAČR。
本部は首都であるプラハに置かれる。国際サッカー連盟（FIFA）と欧州サッカー連盟（UEFA）に加盟している。

## 運営・組織
- サッカーチェコ代表
- U-23サッカーチェコ代表
- サッカーチェコ女子代表
- フォルトゥナ・リガ (1部)
- フォトバロヴァー・ナーロドニー・リガ (2部)
- ポハール・チェスケー・ポシュスティ (カップ戦)